# Васильківці (Чортківський район)
Васи́льківці — село в Україні, у Васильковецькій сільській громаді Чортківського району Тернопільської області.. Розташоване на півночі району на правому березі річки Кривенька. До Васильківців приєднано село Юрківці та хутір Глибока Долина. Хутір Безодна виключений із облікових даних у зв'язку з переселенням жителів.
Від вересня 2015 року — центр Васильковецької сільської громади.
Населення — 1340 осіб (2003).

## Історія
Перша писемна згадка — 1573.
Назва походить, імовірно, від імені теребовельського князя Василька, який, за переказами, лікував рани у місцевих цілющих джерелах; за іншою версією – від прізвища українського шляхтича, власника села Богдана Васильківського, на межі 16–17 ст.
У 1620 р. власники Сидорівського замку Каліновські (брати Єжі, Адам і Марцін) напали на маєток братів Васильківських (Івана, Клима, Юрія), через що судилися з князем Чарторийським – сеньйором скривдженого. Крім Васильківського, у селі мали власність Боярські, Рогальські, Шумлянські (найвідомішим представником останніх був єпископ Йосиф Шумлянський).
У 1672–1699 рр. Васильківці – прикордонний із Польщею населений пункт Туреччини.
Після 1-го поділу Речі Посполитої з 1772 р. село передали Австрії (Заліщицький циркул, від 1816 р. – Чортківський).
Протягом 1863–1914 рр. Васильківці – Гусятинського повіту. У 1874 р. священик О. Каритко створив “Братство тверезості”.   
У 1884 р. відкрита Залізниця Станиславів — Гусятин зі станцією в селі.
У 1890-х рр. розпочалась еміґрація жителів села до Північної Америки; першими до Канади виїхали васильківчани І. Барабаш і А. Каракоцюк. Найчисленнішою українська діаспора з Васильківців була у канадській провінції Манітоба.
Протягом 1889-92 років польський вчений Готфрид Оссовський виявив неподалік Васильківців залишки 2-х поселень трипільської культури та 2 — давньоруських часів, знайдено монети перших століть н. е.
У листопаді 1918 р. у Васильківцях проголошено владу ЗУНР. Багато чоловіків, які служили в австрійській армії, вступили в УГА, зокрема офіцер Микола Рибак (1890–р. смерті нев.). У липні 1919 р. через село проходили або були тут на постої 6-а Равська, 10-а Яворівська, 18-а Тернопільська, 21 бригада новоствореного 4 корпусу УГА, автодивізіон і два бронепоїзди. На місцевому кладовищі похований сотник УГА Титаренко, який у 1920 р. помер від тифу.
Восени 1920 р. у Васильківцях встановлено польську владу. Протягом 1921–1939 рр. село – Копичинецького повіту Тернопільського воєводства. Діяли філії товариств «Просвіта», «Сокіл» (від 1932), «Союз українок», «Сільський господар», кооператива, 2 млини, цегельня, молочарня. У міжвоєнний період зі села виїхали в Канаду, Арґентину, Австралію, за офіційними даними, 750 осіб. У середині 1930-х рр. збудована двоповерхова шестикласна школа, в якій навчали польською мовою.
Після 17 вересня 1939 р. у Васильківцях встановлена радянська влада. Із січня 1940 р. до травня 1963 р. село належало до Гусятинського району.
Від 6 липня 1941 р. до 23 березня 1944 р. Васильківці – під нацистською окупацією. В роки німецькорадянської війни до Червоної армії з села мобілізовано 278 чоловіків, з яких
86 не повернулися додому. 19 вересня 1945 р. у лісі біля села в перестрілці з підрозділом НКДБ загинув вояк УПА “Кармелюк”; іншому повстанцеві пощастило добратися до криївки, вбивши при цьому чотирьох більшовиків.
Під час національно-визвольної боротьби українського народу середини 20 ст. репресовано понад 200 васильківчан; 68 були засуджені й ув’язнені до різних термінів у тюрмах, концтаборах; 58 родин насильно вивезені у Сибір. За волю України в УПА загинули 62 місцевих жителі. За даними книги “Реабілітовані історією. Тернопільська область. Книга Друга” (Тернопіль, 2012) репресій зазнали 102 особи. У повоєнний час до села приїхали 36 українських родин, депортованих із українських етнічних земель у Польщі.
Від травня 1963 р. до січня 1965 р. Васильківці належали до Чортківського району; 1965—2020 —  село Гусятинського району, з 2021 — село Чортківського району. У 1992 р. тут почали господарювати перші фермери Володимир Коваль та Іван Гута.
Селянське (фермерське) науково-виробниче господарство “Коваль” спеціалізується на вирощуванні елітного насіння картоплі та зернових культур, у господарстві на постійній основі працюють 130 осіб.
17 квітня 1992 р. Іван і Клавдія Гути створили селянсько-фермерське науково-виробниче господарство “Мрія".
29 серпня 2011 року в селі проводився парад вишиванок, на якому виступали відомі українські гурти та виконавці — ТІК, Злата Огневич та Ніна Матвієнко.
У 2015 році село ввійшло у склад та стало центром Васильковецької територіальної громади.
12 червня 2020 року, відповідно до розпорядження Кабінету Міністрів України № 724-р «Про визначення адміністративних центрів та затвердження територій територіальних громад Тернопільської області» увійшло до складу Васильковецької територіальної громади.
19 липня 2020 року, в результаті адміністративно-територіальної реформи та ліквідації Гусятинського району, село увійшло до складу новоутвореного Чортківського району.
На початку 2024 року військовий із села Ігор Рибак отримав відзнаку «Золотий хрест» від Головнокомандувача Збройних сил України Валерія Залужного.

## Символіка

### Герб
У лазуровому щиті сім золотих колосків, покладені віялоподібно, які супроводжуються зверху золотим тризубцем, який супроводжується знизу золотими літерами "2015", а знизу - золотими літерами "1469".

### Прапор
У центрі прямокутного блакитного полотнища із співвідношенням сторін 2:3 хрест із жовтих колосків, поверх якого жовтий розширений хрест, на якому щиток: у блакитному полі з жовтою облямівкою, на якій шість білих квіток із жовтими серцевиною, сім жовтих колосків, сім жовтих колосків, супроводжуються зверху жовтим тризубом, що супроводжується знизу жовтими літерами "2015", а знизу - жовтими літерами "1469".

## Політика

### Парламентські вибори, 2019
На позачергових парламентських виборах 2019 року у селі функціонувала окрема виборча дільниця № 610205, розташована у приміщенні будинку культури.
Результати
- зареєстровано 958 виборців, явка 67,64%, найбільше голосів віддано за «Слугу народу» — 35,98%, за Всеукраїнське об'єднання «Батьківщина» — 15,26%, за «Голос» — 15,11%.[7] В одномандатному окрузі найбільше голосів отримав Микола Люшняк (самовисування) — 32,76%, за Ігоря Сопеля (Слуга народу) — 24,14%, за Володимира Бліхаря (Всеукраїнське об'єднання «Батьківщина») — 12,85%[8].

## Населення

### Мова
Розподіл населення за рідною мовою за даними перепису 2001 року:
| Мова       | Кількість | Відсоток |
| ---------- | --------- | -------- |
| українська | 1358      | 99.05%   |
| угорська   | 11        | 0.80%    |
| російська  | 2         | 0.15%    |
| Усього     | 1371      | 100%     |

## Релігія
- церква Різдва Пресвятої Богородиці (середина XIX століття; мурована; переобладнана з костелу; ПЦУ),
- церква Різдва Пречистої Діви Марії (1936, мурована, УГКЦ),
- каплиця (1913),
- «фігура» Божої Матері (19 століття; 1998 реставрована і перебудована на каплицю).
- каплиця на честь святого Великомученика Юрія (2019).

## Пам'ятки
Споруджено пам'ятники на честь:

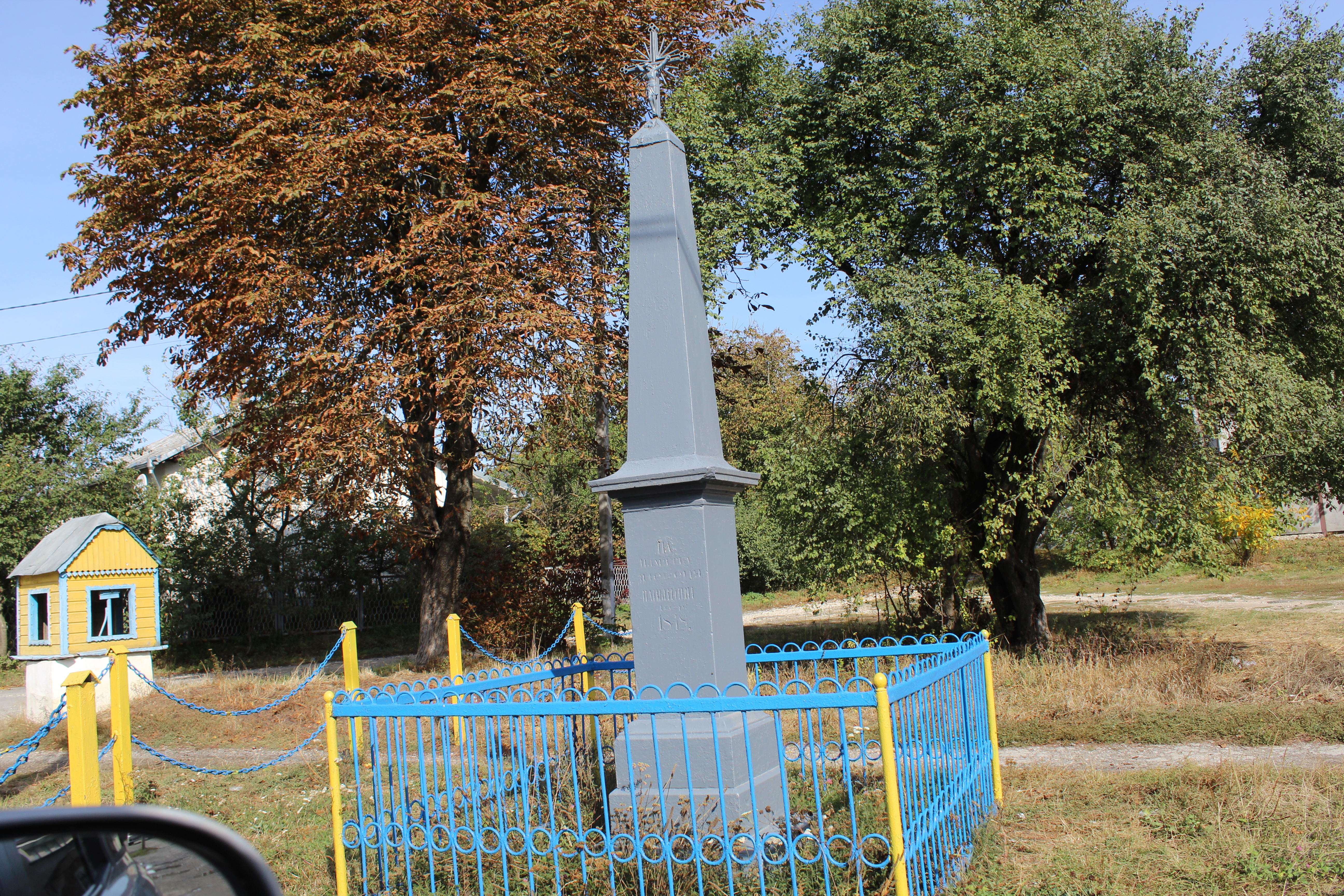
Пам'ятний знак (хрест) на честь скасування панщини.

- скасування панщини (1898; мурований),
- заснування Братства тверезості (1925),
- Незалежності України (1994; скульптор Іван Мулярчук, архітектор С. Ярема),
- полеглим у німецько-радянській війні воїнам-односельцям (1965),
- насипана символічна могила УСС (1990),
- пам'ятна плита-книга присвячена М. Оренчуку, провіднику повстанського руху та усім односельчанам, які віддали своє життя за рідну землю (2017).

Пам'ятник незалежності
Щойно виявлена пам'ятка історії.
Робота скульптора Івана Мулярчука та архітектора С. Яреми (1994 р.).
Висота: хреста — 6 м, скульптури — 4 м.

## Пам'ятки природи
- заповідне урочище "Васильківці",
- гідрологічна пам'ятка природи "Біла Криниця",
- ботанічна пам'ятка природи "Васильківська степова ділянка".

## Соціальна сфера
Діють спеціалізована загальноосвітня школа І-ІІІ ступенів, Будинок культури, бібліотека, ФАП, дошкільний заклад, комплекс відкритих площинних спортивних споруд «Поділля», 2 фермерських господарства.

## Здоров'я, спорт
Є стадіон «Поділля», діє ФК «Поділля», який з 2019 року грає в обласній першості, а у сезоні 2021 бере участь у вищій лізі Чемпіонату Тернопільської області з футболу.

## Відомі люди

### Народилися
- Василь Горбоватий — лікар, краєзнавець, публіцист.
- Іван Гута — український підприємець у сфері сільського господарства, Герой України.
- Микола Кучмій  — поет, краєзнавець, публіцист, бард, самодіяльний художник.
- Микола Оренчук — надрайонний провідник боївок ОУН-УПА, повстанський поет
- Віра Томчишин — головний зоотехнік колгоспу, депутат Верховної Ради УРСР 10—11-го скликань.
- Коваль Ігор Володимирович — голова фермерського господарства "Ковалівське нове", кавалер ордена «За заслуги»[13].
- Коваль Володимир Михайлович - меценат, заступник голови СФНВГ «Коваль», кавалер ордена "За заслуги" III ступеня[14].
- Коваль Михайло Олегович (1990-2024) — український військовик, учасник російсько-української війни[15].
- Коваль Олег Володимирович - голова СФНВГ "Коваль".

### Проживають
- Козелко Ігор - футболіст, тренер.

## Світлини

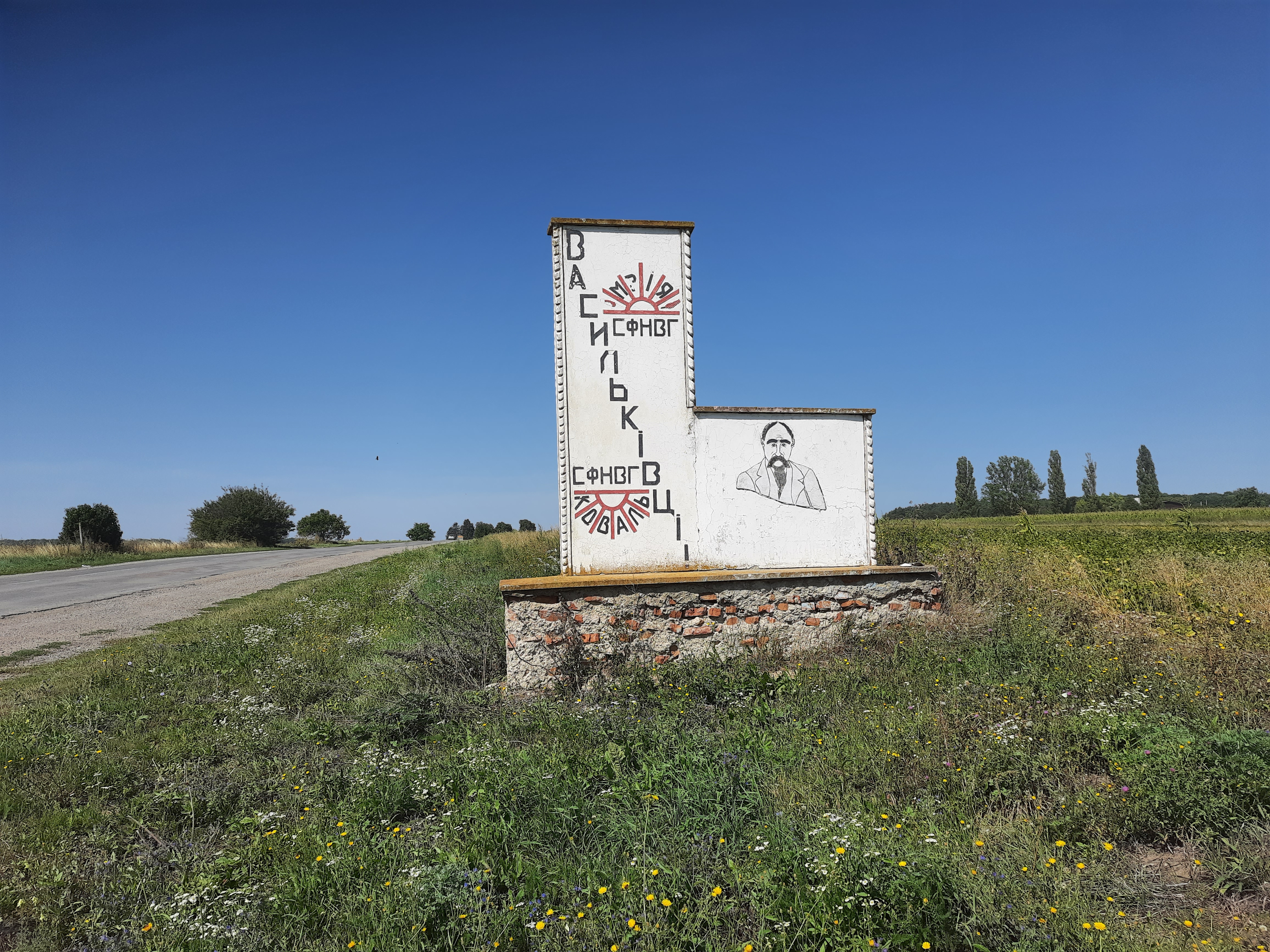
В'їзд у село
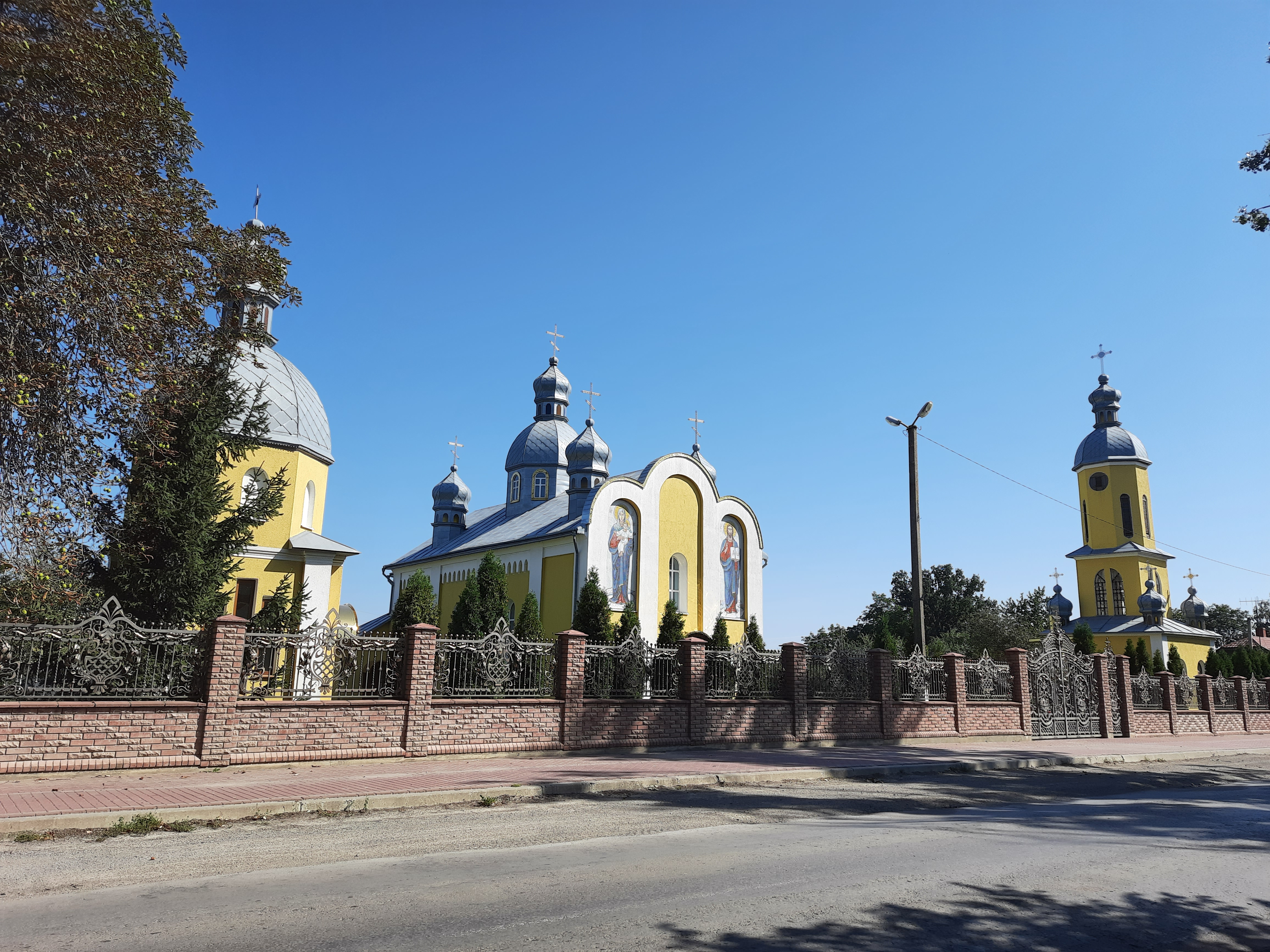
Церква Різдва Пресвятої Богородиці (XIX ст.), колишній костел
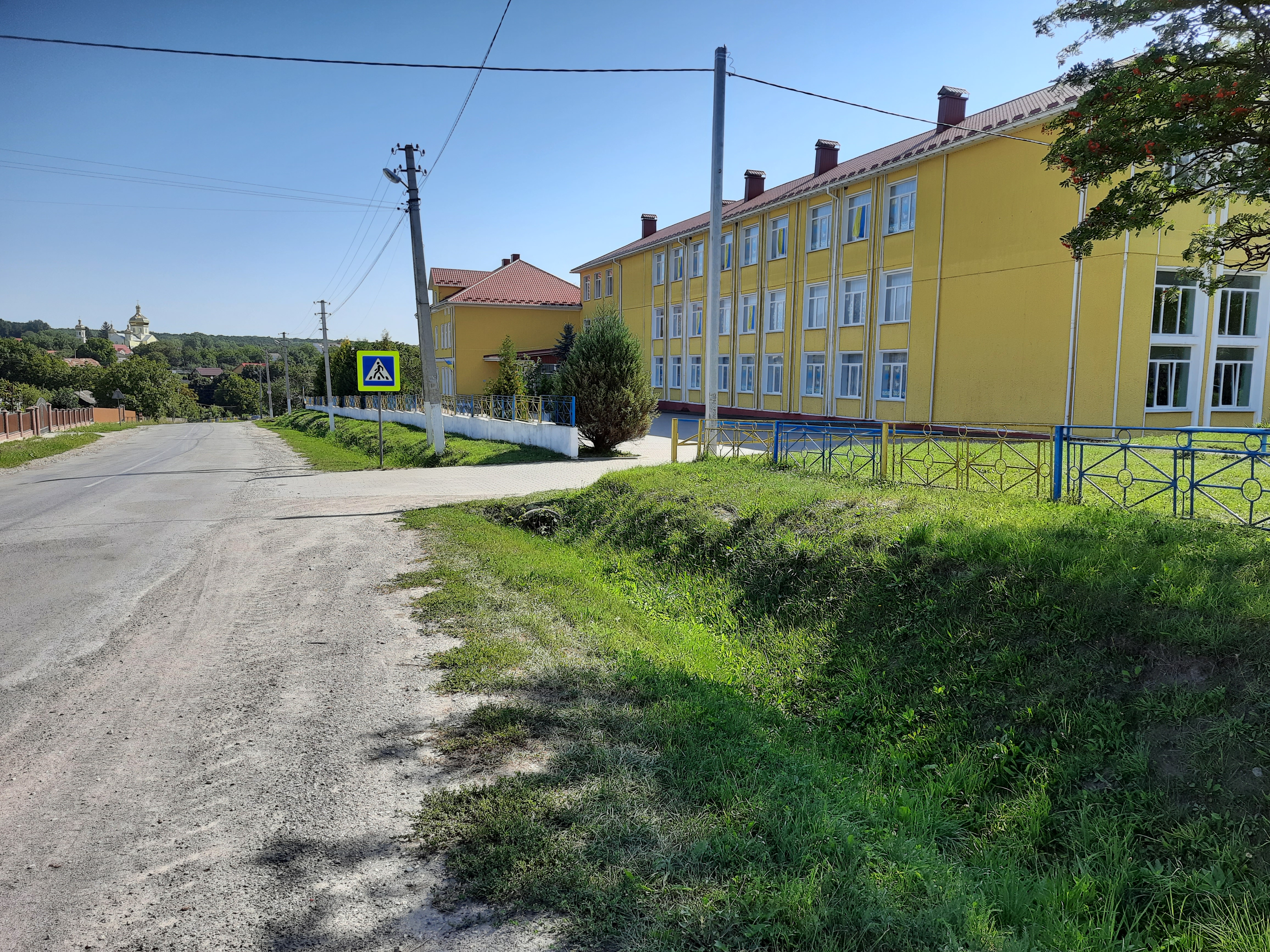
Центральна вулиця
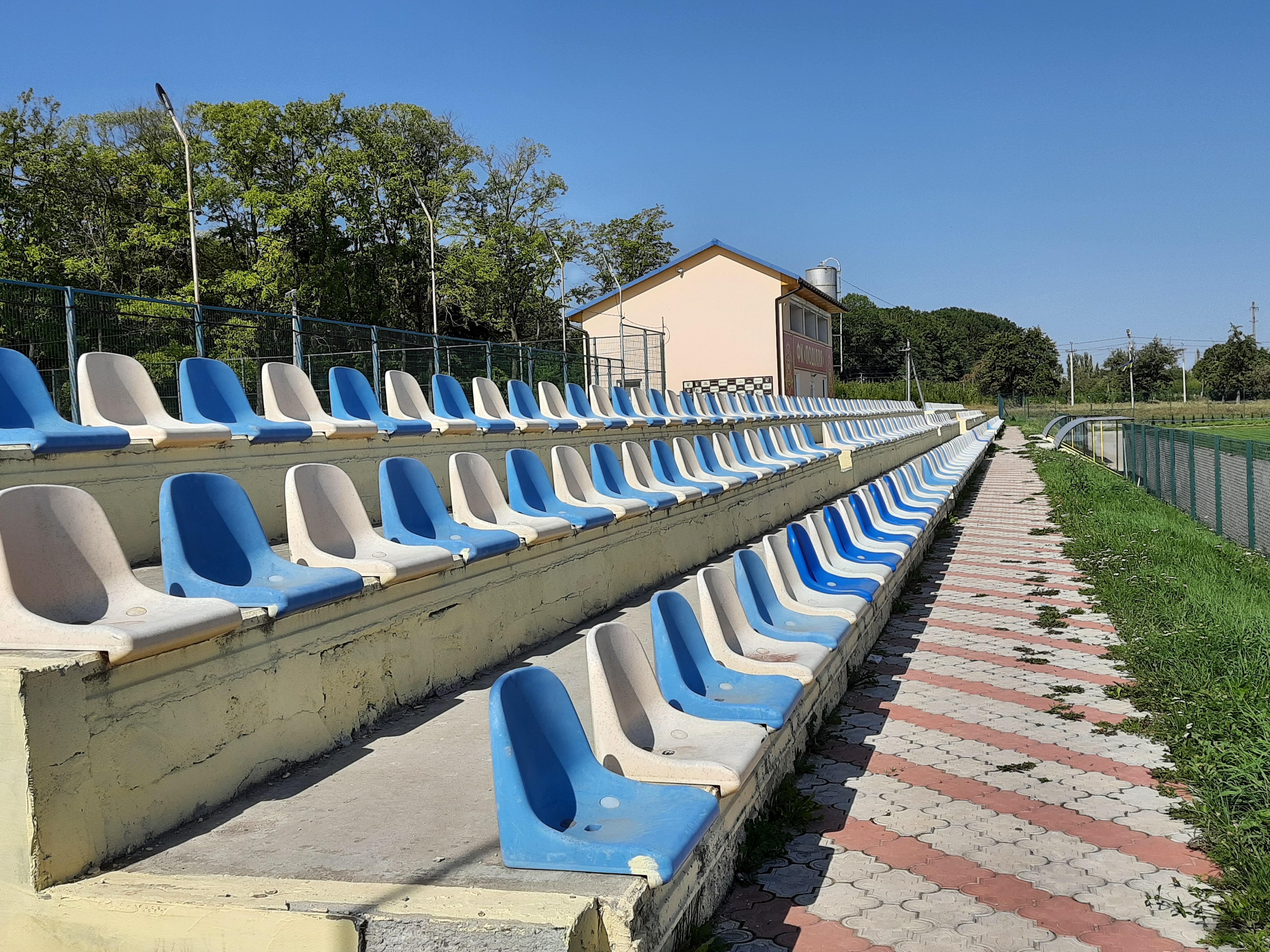
Трибуна стадіону "Поділля"